# Vértesboglár
Vértesboglár es un pueblo húngaro perteneciente al distrito de Bicske, condado de Fejér.

## Superficie
Cuenta con una superficie de 23,21 km².

## Demografía
Hasta 2024 la población era de 903 habitantes, con una densidad de población de 38,90 hab/km².
| Gráfica de evolución demográfica de Vértesboglár entre 2020 y 2024 |
|                                                                    |
| Datos según la Oficina Central de Estadística de Hungría.          |